# Joan Martí i Cantó
Joan Martí i Cantó (Barcelona, abril del 1829 – Barcelona, febrer del 1887) va ser prevere, escriptor i músic.

## Biografia
Treballà com a impressor i llibreter i més tard estudià per capellà a Vic i fou ordenat sacerdot el 1855. Fou vicari al Bruc, a Sant Cugat del Vallès, Santa Maria de Gràcia, i a Barcelona a Betlem, ecònom de Sant Pau (el 1858) i Sant Cugat, i de Sant Miquel de la Barceloneta, i el del Sant Àngel Custodi, d'Hostafrancs, d'on obtingué la propietat del càrrec i en fou primer rector, càrrec que ocupà del 1868 al 1881. L'església patí dos incendis intencionats (1868 i 1872) i l'esfondrament del sostre (1877). Feu construir la primera capella, que va desaparèixer arran de la construcció del nou temple (1891). Va morir essent rector de Santa Madrona.
Hi ha documentades prop de 50 publicacions. Algunes d'elles degueren tenir força èxit perquè se'n troben diverses edicions. Així de títols diferents n'hi ha una trentena llarga, on cal afegir una traducció i la publicació de tres revistes. Totes les obres són de caràcter religiós, molt sovint de devoció mariana. Gairebé totes són en castellà, tret d'uns goigs en català («Goigs en alabansa del gloriós sant Ángel Custodi de Barcelona») del 1879, i una obra en llatí.
Fou molt actiu en la divulgació de la devoció mariana, essent un dels fundadors, l'any 1879, de la Confraria de la Mare de Déu de Lourdes, a Santa Madrona però en particular de la Mare de Déu de Montserrat, publicà una guia de Montserrat de la que se'n feren cinc edicions i també tres edicions del «Mes lírico de Maria, o los cancioneros de Montserrat» aquesta darrera obra va rebre l'aprovació explícita del Papa Pius IX.
Tingué un especial interès en la música com a eina pastoral i publicà diverses obres de caràcter musical: l'esmentada «Mes lírico de Maria, o los cancioneros de Montserrat», «Cantos religiosos puestos en música fácil y agradable», «Armonías angélicas a la Inmaculada Concepción de Maria Santísima» i dos llibres de música religiosa a cant pla. Martí i Cantó fou l'autor de moltes de les músiques i també de les lletres de les seves publicacions musicals, tot i que també hi col·laboraren diversos músics: Bernat Calvó Puig i Capdevila, Francesc Andreví i Castellar, Càndid Candi i Casanovas, Josep Marraco i Xauxas, Josep Marraco i Ferrer, Josep Barba i Bendad, Bartomeu Blanch i Castells, Manuel Borrell, Josep Casals, Manuel Dordal, Domènec Ferrer, Pere Gassull, Carles Isern, Nicolau Manent i Puig, Miquel Masramon, D.N. Monserrat, Antoni Oller i Biosca, Jaume Puig i Torrens, Josep Rosés, Josep Sabatés, Mateu Sabatés, Rafael Selleras, Josep Saltó, Joan Tolosa i Noguera, Martí Valls i Miquel Vila, P. Ametller.
Les lletres les signen, a més del mateix Martí i Cantó els següents poetes: Jaume Agustí i Milà, Miquel Campderós, Francesc Crusellas, Ramon Garcia, Gaspar Gasch, Pere Muntañà, C. Orriols i C, Narcis Planas i Gispert, D.J. Puigdemasa, Joaquim Roca i Cornet, Jaume Roig, Ferran de Segarra, Josep Tarrí

## Obres
- 1856.- Mes Lirico de Maria o Los Cancioneros de Montserrat. Conforme se practica en la Iglesia Parroquial de los santos Justo y Pastor de Barcelona  (1a edició), Imprempta de Jose Gorgas, Barcelona. 289 pp.
- 1857.- Armonías angélicas a la Inmaculada Concepción de Maria Santísima. Novenario. Barcelona. V. Magriña, 44, 8 p.
- 1858.- Flores del alma consagradas a la Virgen Santísima durante el mes de mayo, según el mes lírico de María.  Barcelona. Librería de J. Subirana. 287 p
- 1859.- Novenario que la Archicofradía de San Luis Gonzaga, establecida en la Iglesia de N.S. de Belén, consagra a su protector / arreglada por Juan Martí y Cantó.  Barcelona : Imprenta de Vicente Magriná, 32 pp.
- 1863.- Mes lírico de María ó Los cancioneros de Montserrat.  2a edición considerablemente aumentada, Impremta de Juan Magriñá y Subirana, Barcelona, 234 pp.
- 1863.- Apariciones de Ntro. Sr. Jesucristo resucitado á su madre santísima : práctica de piedad / que ofrece a las almas cristianas el presbítero Juan Martí y Cantó.  Barcelona : Imprenta de Magriñá y Subirana. 16 pp
- 1863.- Historia de la imagen y santuario de Ntra. Sra. de Montserrat.  Barcelona : Impr. de Magriñá y Subirana. 128 p
- 1864.- Historia de la imagen y santuario de Ntra. Sra. de Montserrat. Barcelona 3a edició: Impr. de Magriñá y Subirana. 160 p
- 1865.- Los Dolores de María. Puestos a la consideración del cristiano durante los siete viernes de cuaresma.  Imp. Magriñá y Subirana. Barcelona 168 pp.
- 1865.- Ramillete de flores celestiales nacidas en el vergel de María, y consagradas a la Santísima Virgen de las Mercedes, gloria de Barcelona, durante el mes de mayo. Imp. Magriñá y Subirana. Barcelona 480 pp.
- 1866.- Aroma de la infancia. Devocionario de los niños, utilísimo para regalar a los del uno y del otro sexo; para aguinaldos, premios de examenes y de doctrina en las Parroquias, Colegios, Primeras Comuniones, Sociedades Catequísticas, etc., etc.
- 1868.- Historia de la imagen y santuario de Ntra. Sra de Montserrat y viaje pintoresco a sus cuevas subterraneas 4º edi Viuda Bassas, Imp. del Porvenir. 256 pp.
- 1869.- Cantos religiosos puestos en música fácil y agradable, con acompañamiento de piano, armónium u órgano propios para todas las solemnidades y épocas del año, misiones, tríduos, novenarios, etc. Barcelona : Imprenta y librería del heredero de D. Pablo Riera. 490 pp
- 1870.- Mes Lirico de Maria, o los Cancioneros de Montserrat, etc. Tercera Edicion Barcelona. 239 pp.
- 1870.- El Pan nuestro de cada dia, que ofrece á sus queridos hijos los cristianos la mas tiérna de las madres, Maria Santísima. Devocionario completísimo para todos los dias y épocas del año inclusos el tiempo de Adviento, Natividad, Cuaresma, Semana Santa y Pascua; Novenarios de la Inmaculada Concepcion, y de las santas Almas; el mes de Maria; y un sin número de otras prácticas piadosas.  2a ed. Barcelona. Librería de la Viuda é Hijos de J. Subirana, 668 pp.
- 1871.- Misas á canto llano. Imprenta de los herederos de la viuda Pla. Barcelona. 69p
- 1871.- Novenario a la purísima reina de los cielos María Santísima, patrona de España, en el misterio de su Inmaculada Concepción. Barcelona : Imp. de El Porvenir, a cargo de J. Medina. 120 pp.
- 1872.- Intróitos, graduales, ofertorios y comunios á canto llano.  Imprenta de los herederos de la viuda Pla. Barcelona. 91 pp.
- 1877.- Historia de la imagen y santuario de Ntra. Sra. de Montserrat, y viaje pintoresco a sus cuevas subterráneas.  5a edición. Barcelona, Juan Roca y Bros, 252 pp.
- 1877.- Viaje pintoresco a las cuevas de Montserrat, en Cataluña.  Juan Roca y Bros, 224 pp.
- 1878.- El dia grande del alma cristiana. Reflexiones oraciones y meditaciones, propias para preparar con fruto a los niños y niñas para el acto solemne de su primera comunion. Juan Roca y Bros. 121 pag + indices.
- 1878.- Trilogía ascética consagrada a la Sagrada Familia : mes de junio dedicado al sacratisimo corazón de Jesús.  Barcelona: Libr. Montserrat de Sucessor de Roca y Bros. 225 pp [any aproximat]
- 1879.- Goigs en alabansa del gloriós sant Ángel Custodi de Barcelona.  Barcelona : Estamp. de Magriñá, 1879. Text a quatre columnes separades per filets. Caixa: 300 x 200 mm Goigs cantat a Barcelona (Barcelonès). Imatge de l'advocació flanquejada per dos imatges al·legòriques i orla amb motius tipogràfics. ‘‘Tornada / Puig per consol nostre os feu, / Lo Senyor, Custódi amat, / Protegiu, Angel de Déu, / Vostra parròquia y Ciutat.'‘
- 1879.- Sacro trimestre consagrado á la benditísima Trinidad y familia de Nazaret : 2.º el mes de mayo santificado en honor y gloria de María Santísima.  Barcelona : Juan Roca y Bros. 310 p
- 1881.- Historia de las mercedes de la Inmaculada en Lourdes.  Juan Roca y Bros, Editor. 214 pag + indices.
- 1882.- Brevis collectio ex rituali romani : ad parochorum commodum eorunque vicariorum in Sacramentorum administratione, in infirmorum cura et eorum interitu, et alia utilissima.  Barcinone : Typis. Bibliothecae Religiosae, 256 p.
- 1883.- El báculo del alma cristiana. Para sostenerla durante su travesia por el destierrode la vida actual.  Imprenta de Luis Tasso y Serra. 634 pag
- 1883.- El cielo en la tierra : cuatro palabritas que dirige a sus tres hermanas monjas y a todas las religiosas en general.  Barcelona : Juan Roca y Bros, 235 p., [1] f
- 1883.- Trisagio Mariano de la peregrinación catalana de 1883 á Lourdes / compuesto por el presidente de la misma D. Juan Martí y Cantó.  Barcelona : Litografia de Y. Arce, 7 p.
- 1885.- Más allá de la tumba, o sea, El amor cristiano enjugando las lágrimas de las benditas almas del purgatorio : preces, oraciones, sufragios, indulgencias y demás obras buenas que la iglesia pone en nuestras manos para que las utilicemos en favor de los difuntos.  Barcelona : Juan Roca y Bros, 712 p
- 1887.- El Romero de Montserrat : utilizando cuanto ve y admira en su peregrinación para dar gloria a Dios y honrar a su madre santisima  Barcelona : J. Roca Bros, 459 p.
- 1887.- Historia de la imagen y santuario de Ntra. Sra de Montserrat y viaje pintoresco á sus cuevas subterráneas  5 ed. Barcelona : Juan Roca y Bros, (Tip. de Casanovas) 252 p., 1 f.; 12.5 cm
- 1889.- Sacro trimestre consagrado a la benditísima Trinidad y familia de Nazaret.  J. Roca y Bros. Barcelona. 1889
- 1890.- Sacro trimestre consagrado a la benditísima Trinidad y familia de Nazaret : 2º el mes de mayo santificado en honor y gloria de María Santísima.  Barcelona : Imp. y Lib. de Ntra. Sra. de Montserrat. 310 p
- 1892.- El Dia grande del alma cristiana : reflexiones, oraciones y meditaciones propias para preparar con fruto á los niños y niñas para el acto solemne de su primera comunión.  Barcelona : Librería de Montserrat, de Juan Roca y Bros. 121, [6] p
- 1896.- Sacro trimestre consagrado a la benditisima trinidad y familia de Nazaret. 1º el mes de marzo dedicado al castisimo esposo de la Inmaculada Virgen San Jose.  Edit. Juan Roca y Bros. 1896-1879 247 + XXXII pag. 1a edición.
- 1898.- Sacro trimestre consagrado a la benditisima trinidad y familia de Nazaret 1º el mes de marzo 1898,  Barcelona, Libreria de Montserrat, primera edicion, 275 pag.
- S.D.- El Angel del peregrino cristiano
- S.D.-  Mes de Maria. Oraciones, meditaciones, ejemplos y flores espirituales para celebrar digna y santamente el Mes de Mayo segun el Mes lírico de Maria'‘
- S.D.- Modo de hacer con fruto una peregrinación ó Romeria á Ntra. Sra. De Montserrat en su célebre monasterio.
- S.D.- Historia completa de la imagen y santuario de Nuestra Señora de Montserrat y viaje pintoresco a sus cuevas subterraneas  5a edición.
- S.D.- Manual de meditaciones. En caracteres grandes para las personas de vista cansada.

### Traduccions
- 1855.- Orsini, Mathieu, 1802-1875. Flores del cielo : imitación de las santas / escrita porel Abate Orsini; traducida de la segunda edición francesa por D. Juan Marti y Cantó.  Barcelona : Imprenta de José Gorgas, 1855 462 p., [1] p.; 19 cm

### Revistes
- 1881.- Ecos del amor a la Inmaculada Virgen y a los santos ángeles revista mensual. Barcelona : [s.n, 1881-18--]
- 1867-1878.-  Ecos del amor de María : publicacion quincenal destinada á difundir las glorias y la devocion á la Inmaculada Reina delos cielos María Santísima.  Barcelona. Imprenta y Librería del Heredero de Pablo Riera, [12] vols.
- S.D.- Los Santos Angeles. Revista mensual.